# والتر أ. ديفيس
والتر أ. ديفيس (بالإنجليزية: Walter A. Davis)‏ هو فيلسوف وصحفي أمريكي، ولد في 9 نوفمبر 1942.